# Idris Kanu
Idris Kanu (* 5. Dezember 1999 in London) ist ein sierra-leonisch-englischer Fußballspieler.

## Karriere

### Verein
Der Stürmer spielte bis 2016 im Nachwuchs von West Ham United sowie Manchester United und wechselte dann weiter zum Fünftligisten Aldershot Town. Ein Jahr später schloss er sich Peterborough United in der EFL League One an. In den folgenden Jahren verlieh ihn der Drittligist weiter an Port Vale, den FC Boreham Wood sowie Northampton Town. Im Sommer 2022 unterschrieb Kanu dann einen Vertrag beim FC Barnet aus der fünftklassigen National League.

### Nationalmannschaft
Am 13. November 2021 gab Kanu sein Debüt für die sierra-leonische A-Nationalmannschaft bei einer 0:2-Testspielniederlage gegen die Komoren. Knapp zehn Monate später kam er im Freundschaftsspiel gegen Südafrika (0:4) zu seinem zweiten Einsatz.